# Synthemiopsis gomphomacromioides
Espèce
Statut de conservation UICN

 LC  : Préoccupation mineure
Synthemiopsis gomphomacromioides  est une espèce monotypique dans la famille des Synthemistidae appartenant au sous-ordre des Anisoptères dans l'ordre des Odonates. L'entomologiste R.J Tillyard, le descripteur de l'espèce, considérait le genre Synthemiopsis comme un intermédiaire entre le genre Synthemis et le genre Gomphomacromia.

## Description
Synthemiopsis gomphmacromioides est une libellule sombre avec des marques jaunes. Les ailes sont transparentes avec des taches enfumées et les veines sont noires. La base des ailes possède une tache également. Le thorax est noir et les pattes également. L'abdomen est de la même couleur et possède des motifs jaunes sur ses segments.  Elle mesure 43 mm  de longueur et entre 38,5 à 37,5 mm d'envergure.
L'entomologiste Australien Theischinger a documenté la larve de cette espèce. La naïade est brune et mesure environ 22 mm. L'abdomen de celle-ci mesure 14 mm et la base des bourgeons alaires mesure environ 1 mm. Le Prémentum est étroit et la ligule est large et peu développée. Les lobes postoculaires sont de forme ronde et pas très définie.

## Répartition
Les spécimens étudiées par R.J Tillyard provenaient des marais du Mont Cradle à environ 4000 pieds (1,200 m) d'altitude, en Australie et de la Tanzanie.